# The Blue Lightning
Pour plus de détails, voir Fiche technique et Distribution.
The Blue Lightning est un téléfilm australien réalisé par Lee Philips et diffusé en 1986.

## Synopsis
Après la découverte en Australie d'une opale azur d'une taille inégalée dans le monde, Quentin McQueen est assassiné par Lester McInally. Ce dernier propose de vendre la pierre, qu'il a surnommée The Blue Lightning, mais il fait monter les enchères au point que Brutus Cathcart, l'acquéreur américain, envoie un détective, Harry Wingate pour essayer de récupérer soit l'argent envoyé soit la pierre. Dès son arrivée, Wingate est l'objet de tentatives d'assassinat. Il rencontre Kate McQueen, qui ne sait encore rien de la mort de son époux. Les péripéties se multiplient, en voiture, en avion, et font que Kate et Harry se lient d'amitié. Au cours de la confrontation avec McInally, Wingate est blessé. Il est sauvé par un ami de Kate, médecin d'une mission auprès des aborigènes. En recherchant des animaux échappés, les aborigènes découvrent le cadavre de Quentin. Se décide ensuite une expédition punitive contre McInlay, qui comprend les aborigènes, Harry et Kate, occasion de récupérer la pierre précieuse.

## Fiche technique
- Titre : The Blue Lightning
- Réalisation  : Lee Philips
- Scénario : William Kelley
- Production : Ross Matthews, Matt Carroll, pour 7 Network, Alan Sloan et Roadshow Coote & Carroll
- Musique : Frank Strangio
- Durée : 95 min
- Première diffusion : mai 1986

## Distribution
- Sam Elliott : Harry Wingate
- Rebecca Gilling :	Kate McQueen
- John Meillon : Dr. William Giles
- Robert Coleby : Ninian
- Max Phipps : Brutus Cathcart
- Robert Culp : Lester McInally
- Jack Davis (en) : Jahrgadu
- Ernie Dingo :	Pekeri
- Peter Ford : Quentin McQueen